# Nova Scotia duck tolling retriever
Nova Scotia duck tolling retriever er en jagthund af gruppen af apporterende hunde.

## Racestandard

### Udseende
Racen har en rød eller orange pels med lysere aftegninger på behæng og halespids. Pelsen er dobbeltlaget og vandafvisende med middel længde og en tæt blød underpels. Pelsen er primært lige, men der kan være bølger langs ryggen og halsen. På forbenene ses frynser. Halen er beklædt med et kraftigt behæng og når mindst til haseleddet. Hunden har en lige overlinje med en kort lige ryg og en muskuløs lænd. Brystet er dybt og bugen er moderat optrukken. Både låg og skuldre er muskuløse. Dens næse bør være samme farve som pelsen eller sort, øjne bør være ravfarvet eller brune og øre bør være trekantet af middelstørrelse og placeret højt samt langt tilbage på skallen.

### Temperament
Racen er intelligent og let at træne. Den er en dygtig svømmer og har et stærkt apport instinkt.

## Oprindelse
Racen stammer fra Nova Scotia i Canada og blev udviklet i starten af 18-hundrede tallet til at lokke ('toll') svømmefugle mod jægeren, hvorefter jægeren skød dem, og hunden apportere fuglene.